# Lepidocephalus thermalis
Lepidocephalus thermalis es una especie de pez de la familia Cobitidae en el orden de los Cypriniformes.

## Morfología
Los machos pueden llegar alcanzar los 8 cm de longitud total.

## Alimentación
Come principalmente detritus y también algas.

## Depredadores
En la India es depredado por Mystus montanus.

## Hábitat
Vive en zonas de clima tropical entre 22 °C a 24 °C de temperatura.

## Distribución geográfica
Se encuentra en la India y Sri Lanka.